# Pokabius helenae
Pokabius helenae är en mångfotingart som beskrevs av Chamberlin 1922. Pokabius helenae ingår i släktet Pokabius och familjen stenkrypare. Inga underarter finns listade i Catalogue of Life.